# Demetrio Charalambous
Demetrio Charalambous es un poeta, dramaturgo, ensayista y narrador argentino, nacido en 1958.
Abogado de profesión, estudió Sociología en la Universidad de Atenas, y Literatura Hispanoamericana en el Instituto Caro y Cuervo de Bogotá. 

## Publicaciones
Ha publicado siete libros de poemas:
- Versos de un estudiante[1]
- Pentagrama de la Libertad[2]
- Espumas[3]
- Azulejos de San Telmo[4]
- Sus Magestades Argentinas
- Naipes caligráficos
- Manzana/Limón

Cada uno representa un período poético diferente, que va de la poesía lírica al surrealismo. Su obra ha merecido la Corona del Poeta en el tradicional festival Eisteddfod de la Patagonia.
Además ha publicado un libro de investigación sobre un mapa precolombino de América, titulado "Descubrimiento en el mar de papel", galardonado con el Premio Nacional de Ensayo. 
Filmó una serie de videos sobre culturas desaparecidas y arte totémico indígena desde Tierra del Fuego a Alaska, titulada "América incógnita".
Escribió crónicas de viajes por los países comunistas -Rumania y China-, así como una descripción de la vida monástica en el Monte Athos. 
Algunas de sus obras trascienden los géneros clásicos, como el ejercicio adivinatorio titulado "Los presagios del Papa Francisco", publicado en España por ediciones Corona Borealis.
Asimismo, compuso libros-blog con temas muy variados:
Aventuras y exploraciones en Patagonia:
- Viento en la piel, Patagonia en el alma[9]
- De naufragios y reinos perdidos[10]
- Rumbo sur[11]

Poemas:
- Juan de las Olas o fuga en un caballo blanco,[12] composición única en su género, pues combina la poesía épica con la estética surrealista.
- ¡Oíd mortales![13]
- La herida celeste[14]

Narrativa:
- Seis minutos de vida (1999)
- Crónicas de lo invisible[15]
- Instrucciones para convertirse en pájaro[16]
- Cuentos en la cama (relatos para niños, ilustrados por Cris Dalmau)

Novelas:
- Amor verde,[17] ficción autobiográfica.
- Intimidades online[18]
- Apocalipsis club[19]
- Fuego sobre las tumbas,[20] novela-ensayo sobre la inexistencia histórica de Jesucristo.
- Non sancta[21]
- Killer Buddha[22]

Ensayo:
- Intuiciones,[23] escritos sobre lo paranormal.

Crónica de viaje:
- Historias del país sin mujeres[24]

Teatro:
- Ojo de Dios[25]

Cine:
- El castillo de los sueños[26]